# Christophe Richer

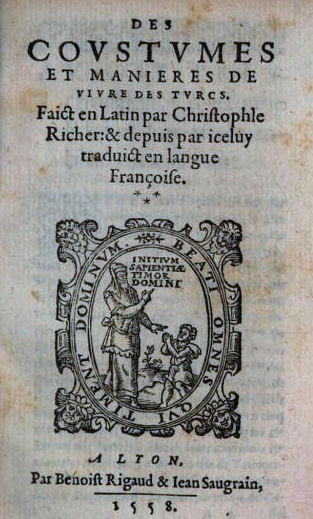
Des Coustumes et manieres de vivre des Turcs di Christophe Richer.

Christophe Richer de Thorigny (Thorigny, 1514 ? – 1552 o 1553) è stato un diplomatico francese.

## Biografia
Fu prima valletto di camera di Francesco I, poi segretario del cardinale Antoine Duprat e quindi ambasciatore francese in Scandinavia e Germania.

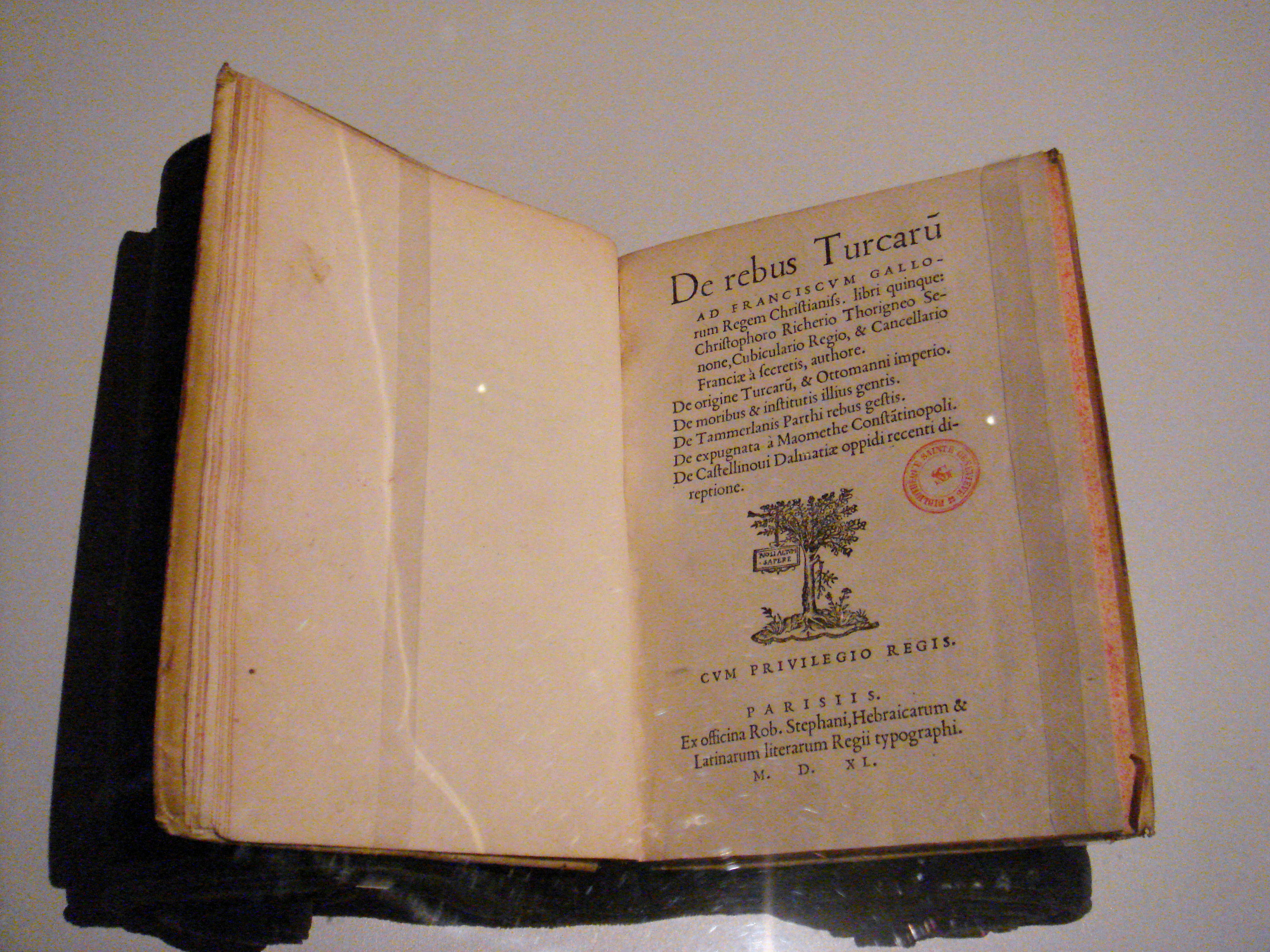
De rebus Turcarum di Christophe Richer, 1540.

Negli anni 1530 venne inviato da, Francesco I, a Costantinopoli e nel 1540 pubblicò uno studio sulla civiltà ottomana, De rebus Turcarum, pubblicato poi in lingua francese, lo stesso anno, con il titolo di Des Coustumes et manières de vivre des Turcs.
Nel 1541, Francesco I lo inviò in Danimarca e Svezia, primo ambasciatore francese in uno stato protestante. Richer divenne ambasciatore francese in Danimarca nel 1547.

## Opere
- De rebus Turcarum ad Franciscum Gallorum regem Christianiss di Christophe Richer
- Des Coustumes et manières de vivre des Turcs di Christophe Richer